# Fujiwara no Motohira
Fujiwara Motohira ((藤原 基衡?; 1105 – 1157) fu il secondo governatore dei Fujiwara del Nord della provincia di Mutsu, Giappone, figlio di Fujiwara no Kiyohira e padre di Fujiwara no Hidehira.

## Biografia
Fujiwara no Motohira è accreditato come l'autore dell'espansione di Hiraizumi, la residenza dei Fujiwara del Nord. In particolare fondò il tempio Mōtsū-ji e sua moglie invece costruì il tempio Kanjizaiō-in che era adiacente al Motsū-ji. Entrambi i siti sopravvissero alla storia, sebbene tutti gli edifici del periodo Heian siano andati perduti, e sono attualmente elencati come patrimonio mondiale, monumenti storici e siti di Hiraizumi. Ampliò anche ampliato il tempio Chūson-ji, dove fu sepolto assieme al padre e a suo figlio.